# Maurici Torra-Balari i de Llavallol
Maurici Torra-Balari i de Llavallol (Barcelona, 1907 - 28 de gener de 1999) va ser un promotor cultural català i traductor al francès de les memòries del Comte de Romanones i de Henry de Montherlant.
Llicenciat en filosofia i lletres. Amant de Federico García Lorca, va fugir a França poc abans de la Guerra Civil per evitar les represàlies per la seva sexualitat. A París va ser agregat cultural a l'ambaixada d'Espanya on va participar activament a la vida cultural i artística de la ciutat, establint amistat amb Picasso, Miró, Chagal, Cocteau, etc.
Va ser nomenat cavaller de la Legió d'Honor i cavaller del Sant Sepulcre entre altres honors. El 1996 va rebre la Creu de Sant Jordi de la Generalitat de Catalunya.
Va morir el 28 de gener de 1999 als 91 anys. La seva família va cedir el seu fons documental a l'Arxiu Nacional de Catalunya el 2006.

## Obres
- La cuestión de procedencia y. una carta del conde de la Roca (1950)
- El barrio gótico de Barcelona. Cataluña y Aragón en el Camino de Santiago (1953)
- La situación de España a fines del siglo XVIII (1959)